# Faustas Steponavicius
 (janvier 2024).
Faustas Steponavicius, né le 8 juin 2004 à Panevėžys, est un footballeur international lituanien. Il évolue au poste d'attaquant dans le club bulgare du PFK Botev Plovdiv.

## Biographie
Faustas Steponavicius naît le 8 juin 2004 à Panevėžys, capitale de la province de Haute Lituanie et cinquième plus grande ville du pays. Il se découvre très jeune une passion pour le football et se fait rapidement remarquer[réf. nécessaire] par le club phare de sa ville natale, le FK Panevėžys.

### En club

#### FK Panevezys (2019-2021)
Steponavicius ne s'impose pas avec l'équipe première du club mais se montre extrêmement performant avec les équipes de jeunes et avec la réserve de son club (54 matchs, 23 buts). Il inscrit notamment onze buts avec la réserve lors de la saison 2022. Ces performances ne lui permettent pas de faire son trou[style à revoir]avec l'équipe une de son club de toujours et il décide de partir pour obtenir une place en équipe première, il a alors 17 ans.

#### Genoa FC U18 (2021-2022)
Précoce et prometteur, le joueur est remarqué par le club italien du Genoa FC. Il s'engage en août 2021 avec la formation transalpine pour jouer avec les U18 (moins de 18 ans) du club. Il joue son premier match sous la tunique génoise contre les U18 de la sampdoria avant d'inscrire son premier but le match suivant face à Sassuolo. Il joue 22 matchs avec les U18 pour six buts inscrits, mais il ne s'impose pas avec la Primavera (U19) de son équipe . Il quitte l'Italie à l'issue de la saison.

#### NK Jarun (2022)
Il signe en prêt dans le club croate du NK Jarun en août 2022.

#### FK RFS et prêt à Tukums (2022-2023)
Le joueur s'engage avec le club letton du FK RFS en mars 2023 avant d'être prêté dans la foulée dans un autre club letton de Virsliga, le FK Tukums 2000. Avec cette équipe, il inscrit la bagatelle de huit buts en quinze matchs  avant de retourner à RFS en Juin.

#### Botev Plovdiv (depuis 2023)
Il s'engage en juillet 2023 avec le PFK Botev Plovdiv en Bulgarie. Il est prêté à l'été 2024 PFC Septemvri Sofia, club bulgare promu en première division . Le prêt se passe cependant assez mal et le lituanien ne marque pas le moindre but . Dans l'impasse, le joueur retourne à Botev Plovdiv et s'ngage en prêt dans la foulée au FK Panevėžys, son club formateur . 

### En équipe nationale
Stepanovicius a joué pour toutes les équipes lituaniennes (des U17 jusqu'aux seniors avec lesquelles il n'a joue qu'une seule fois).